# Postní almužna
Postní almužna je pastorační akce  katolické církve v ČR během doby postní. Věřící při ní do malé papírové schránky postupně vkládají obnos přibližně ve výši ceny požitku, který si odřekli. Lidé tak mohou to, co si odřekli během postu, věnovat v podobě peněžité postní almužny na pomoc potřebným. Takto získané prostředky se použijí prostřednictvím Charity v daném místě.

## Charakteristika
Jedná se o návrat ke starobylé postní tradici – almužně. Obdobné akce se již delší dobu konají i v jiných evropských zemích. Akce začíná na Popeleční středu, nebo o 1. neděli postní, trvá do konce postu, tedy 40 dní. (V olomoucké arcidiecézi je praxe odevzdání odližná, zde věřící krabičky přinášejí do svých farností již na Květnou neděli). Po této době se papírové schránky vyberou zpět a výtěžek předá Charitě. 

## Historie
Do ročníku 2018 byl na dolní straně krabičky mini dotazník "Vaše preference využití". Při rozhodování místní Charity o využití pak bylo možné  přihlédnout k "zaškrtnutému" účelu na dně schránek, šlo o zprávu, na jaký účel by si dárce přál peníze využít. Od ročníku 2019 dotazníček na krabičce není a pokud dárce chce vyjádřit své preference nebo podnět k pomoci, má do krabičky vložit papírek s touto informací. 
V přehledu dohodnutého využití pak místní Charita zašle zprávu diecézní Charitě.  V České republice začala akce Postní almužna v roce 2009 v olomoucké arcidiecézi a brněnské diecézi, od roku 2010 se koná (s různou intenzitou) ve všech diecézích ČR.